# Nithya Gandhe
Nithya Gandhe (Hindi नित्या गांधी; * 10. November 1999) ist eine indische Leichtathletin, die sich auf den Sprint spezialisiert hatte.

## Sportliche Laufbahn
Erste internationale Erfahrungen sammelte Nithya Gandhe im Jahr 2025, als sie bei den Asienmeisterschaften in Gumi in 23,90 s den siebten Platz im 200-Meter-Lauf belegte und mit der indischen 4-mal-100-Meter-Staffel in 43,86 s gemeinsam mit Srabani Nanda, S.S Sneha und Abinaya Rajarajan die Silbermedaille hinter dem chinesischen Team gewann.

## Persönliche Bestzeiten
- 100 Meter: 11,41 s (+0,4 m/s), 28. März 2025 in Bengaluru
- 200 Meter: 23,36 s (+0,5 m/s), 28. März 2025 in Bengaluru